# روكا سان كاشانو
روكا سان كاشانو (بالإيطالية: Rocca San Casciano)‏ هي بلدية في مقاطعة فورلي تشيزينا في إقليم إميليا رومانيا الإيطالي.

## السكان
في سنة 1861 بلغ عدد السكان 3٬566 نسمة، وتطور العدد ليصل في سنة 2011 لـ 2٬000 نسمة.
يظهر هذا المخطط البياني تطور النمو السكاني لـ روكا سان كاشانو